# Tänapäev
Tänapäev (estn.: ‚Gegenwart‘) ist ein estnischer Buchverlag mit Sitz in Tallinn.

## Gründung
Der Verlag wurde 1999 gegründet und bereits ein Jahr später zu den „führenden Verlagen für schöne Literatur“ in Estland gerechnet. Im Jahre 2000 verlegte er 45 Bücher, fünf Jahre später waren es mehr als doppelt so viele. Heute zählte er zu den größten und bekanntesten Verlagen in Estland. Direktor ist seit 2008 Tauno Vahter.

## Publikationstätigkeit
Der Schwerpunkt des Verlags lag von Anfang an auf – einheimischer wie übersetzter – schöner Literatur und Kinderliteratur. Bei der übersetzten Literatur ist insbesondere die Serie „Das rote Buch“ (et: Punane raamat) populär, in der zahlreiche berühmte zeitgenössische Autorinnen und Autoren sowie moderne Klassiker der Weltliteratur in estnischer Übersetzung erschienen sind: Heinrich Böll, Italo Calvino, Albert Camus, William Faulkner, Günter Grass, Hermann Hesse, Franz Kafka, Milan Kundera, Amos Oz, Amy Tan, Virginia Woolf und viele andere mehr.
Bekannte estnische Autorinnen und Autoren, die ihre Bücher bei Tänapäev verlegen oder verlegt haben, sind unter anderem Ott Arder, Jaan Kaplinski, Kairi Look, Viivi Luik, Leelo Tungal und Enn Vetemaa.